# Paradise (chanson de Meduza)
Pour les articles homonymes, voir Paradise.
Singles par Meduza
Born to Love
(2020) Headrush
(2021)
Singles par Dermot Kennedy
Giants
(2020) Power
(2020)
Clip vidéo
[vidéo] « Paradise », sur YouTube
Paradise est une chanson du trio de producteurs italien Meduza, mettant en vedette le chanteur irlandais Dermot Kennedy. Elle est sortie comme single le 30 octobre 2020 sous le label Island Records. La chanson est écrite par les membres de Meduza ainsi que par Conor Manning, Dan Caplen, Dermot Kennedy, Gez O'Connell, Joshua Grimmett et Wayne Hecto.

## Clip vidéo
Un clip accompagnant la chanson a été réalisé par Jess Kohl et est sorti le 31 octobre 2020. Il a été enregistré dans le centre historique de Craco, une ville fantôme de la région italienne de Basilicate. Plus tard, un second clip avec Meduza et Dermot Kennedy interprétant la chanson en direct a été sorti. Il a été enregistré à Milan et à New York.

## Liste de titres
| 1. | Paradise | 2:48 |

## Crédits
Crédits adaptés depuis Tidal.
- Luca De Gregorio – producteur, compositeur, parolier, claviers supplémentaires, interprète associé, batterie, ingénieur mastering, mixeur, programmation, personnel de studio
- Mattia Vitale – producteur, compositeur, parolier, claviers supplémentaires, interprète associé, batterie, programmation
- Simone Giani – producteur, compositeur, parolier, claviers supplémentaires, interprète associé, batterie, programmation
- Conor Manning – compositeur, parolier
- Dan Caplen – compositeur, parolier
- Dermot Kennedy – compositeur, parolier, interprète associé, artiste vedette, chant
- Gez O'Connell – compositeur, parolier
- Joshua Grimmett – compositeur, parolier
- Wayne Hector – compositeur, parolier
- Koz – personnel de studio, ingénieur vocal

## Classements hebdomadaires
| Classements (2020–21)                   | Meilleure position |
| --------------------------------------- | ------------------ |
| Allemagne (GfK Entertainment)           | 14                 |
| Australie (ARIA)                        | 19                 |
| Autriche (Ö3 Austria Top 40)            | 35                 |
| Belgique (Flandre Ultratop 50 Singles)  | 2                  |
| Belgique (Flandre Ultratop 50 Dance)    | 3                  |
| Belgique (Wallonie Ultratop 50 Singles) | 13                 |
| Belgique (Wallonie Ultratop 50 Dance)   | 5                  |
| Bulgarie (Prophon)                      | 8                  |
| Canada (Hot 100)                        | 50                 |
| CEI (Tophit)                            | 12                 |
| Croatie (HRT)                           | 15                 |
| Écosse (OCC)                            | 26                 |
| États-Unis (Hot Dance/Electronic Songs) | 6                  |
| Global 200 (Billboard)                  | 30                 |
| France (SNEP)                           | 176                |
| Grèce (IFPI)                            | 34                 |
| Hongrie (Rádiós Top 40)                 | 1                  |
| Hongrie (Dance Top 40)                  | 6                  |
| Hongrie (Single Top 40)                 | 6                  |
| Hongrie (Stream Top 40)                 | 4                  |
| Irlande (Irish Singles Chart)           | 1                  |
| Italie (FIMI)                           | 19                 |
| Lituanie (AGATA)                        | 6                  |
| Nouvelle-Zélande Hot Singles (RMNZ)     | 10                 |
| Pays-Bas (Nederlandse Top 40)           | 4                  |
| Pays-Bas (Single Top 100)               | 9                  |
| Pologne (ZPAV)                          | 3                  |
| Portugal (AFP)                          | 21                 |
| Royaume-Uni (UK Singles Chart)          | 5                  |
| Russie (Tophit Radio Top 100)           | 15                 |
| Slovaquie (IFPI Rádio)                  | 4                  |
| Slovaquie (IFPI Singles Digitál)        | 3                  |
| Slovénie (SloTop50)                     | 22                 |
| Suède (Sverigetopplistan)               | 61                 |
| Suisse (Schweizer Hitparade)            | 14                 |
| Tchéquie (IFPI Rádio)                   | 2                  |
| Tchéquie (IFPI Singles Digitál)         | 8                  |
| Ukraine (Tophit Radio Top 100)          | 36                 |